# 室堂小屋
室堂小屋（むろどうこや）は、富山県中新川郡立山町芦峅寺（あしくらじ）室堂にある歴史的建造物。国の重要文化財に指定されている。「立山室堂」と呼ばれる場合もある。20世紀後半の1980年代まで宿泊施設（立山室堂山荘の山小屋）として実用に供されたが、文化財指定にともなって新しい山荘が隣接地に建設され、現在は文化財として保存されている。

## 歴史

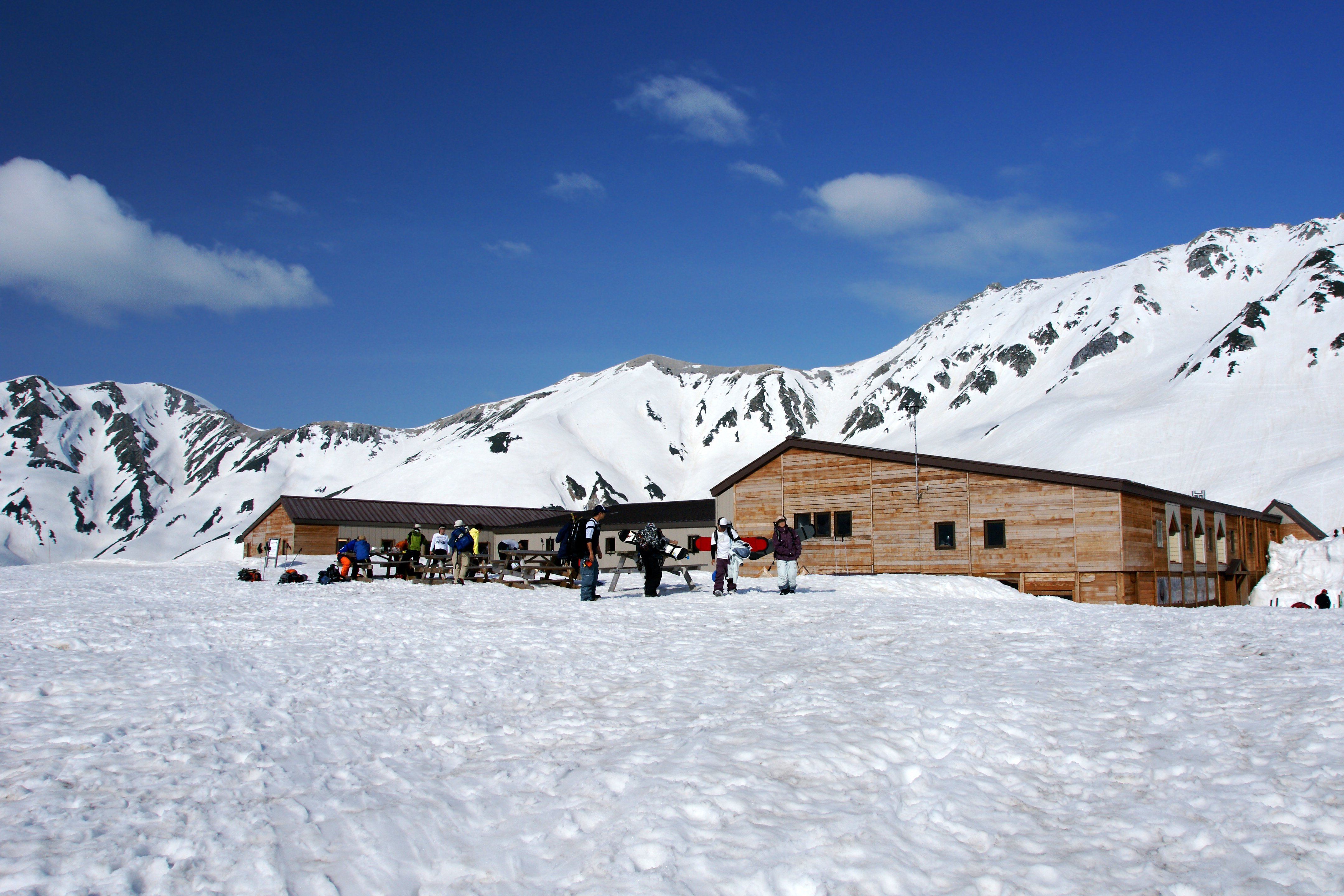
立山室堂山荘

雄山山頂の立山寺（雄山神社）への参詣者のための宿泊、立山遥拝などに用いられた信仰施設である。北室と南室の2棟からなり、史料から北室は享保11年（1726年）、南室は明和8年（1771年）の建立と推定される。
明治以降は神仏分離・廃仏毀釈の影響などにより民間に払い下げられ、のちに立山室堂山荘という名称で立山信仰の拠点のみならず、登山や観光拠点の山小屋として使用されてきた。永年にわたる補修などにより、山荘として使用されていた最終期には建物全体がトタンで覆われ、アルミサッシの窓が取り付けられていた。
1985年頃、老朽化にともなう建て替え計画によって調査を行ったところ、建築時の構造材が大多数残されており、文化財として復元可能なことが確認された。1986年（昭和61年）に、富山県指定有形文化財に指定され、翌年隣接する区域に新しい立山室堂山荘が建設された。1992年（平成4年）から1994年にかけて解体修理が行われ、建立当初の形態・間取りに復元された。近年まで現役の山小屋であったため、ペンキ塗りにトタン屋根、間取り改変やサッシ窓化などの大幅な改築が施されており、一見して文化財建築には見えないほどだったという。1995年（平成7年）に国の重要文化財に指定された（指定名称は「立山室堂 2棟 附:風除石積」）。
解体修理の際に行われた立山町教育委員会の発掘調査によれば、12世紀の宗教的な遺物が発見されており、15世紀頃の建てられた建物の礎石も確認されている。鎌倉時代からこの地点で僧侶や修験者による何らかの宗教活動があったことが確認できる。また南北棟と別にもう一棟の建築物があったことも確認されている。
山小屋として使用された建物としては日本最古のものである。

## 文化財

### 重要文化財（国指定）
- 立山室堂 2棟（附 風除石積2所）（建造物） - 1995年（平成6年）6月27日指定[2]。